# Vitrac, Dordogne
Vitrac är en kommun i departementet Dordogne i regionen Nouvelle-Aquitaine i sydvästra Frankrike. Kommunen ligger i kantonen Sarlat-la-Canéda som tillhör arrondissementet Sarlat-la-Canéda. År 2022 hade Vitrac 857 invånare.

## Befolkningsutveckling
Antalet invånare i kommunen Vitrac
Referens:INSEE